# Ningen
Ningen (en japonès, 人間) és una suposada criatura gegant humanoide que habita a les profunditats del cercle polar àrtic i antàrtic.

## Etimologia
La paraula ningen (人間) significa «humà» en japonès.

## Aparença
Els que han vist aquesta criatura la descriuen com una balena immensa que pot mesurar des dels 30 fins als 90 metres. És completament albina, amb pell molt suau i amb el cap molt semblant a les clàssiques belugues, ara bé, el seu cos disposa d'apèndixs molt similars als del cos humà, com si tingués alguna cosa semblant als braços i les cames. Disposen, a més, de grans ulls, una boca immensa i solen pujar a la superfície a les hores nocturnes.
Els que l'han vist, afirmen que el Ningen té una cua de sirena en lloc de cames, mentre que altres insisteixen que té extremitats semblants a membres que li permeten, fins i tot, caminar a la terra com un bípede. La criatura tindria «mans», dotades amb cinc dits en extremitats de braços llargs i prims.

## Origen de la llegenda
Tot va començar arran d'un popular fòrum japonès d'Internet conegut com a 2channel. Un dels usuaris que deia treballar per a un vaixell de recerca de balenes, explicava com va ser la seva trobada amb altres investigadors amb el suposat Ningen.
Un individu anònim que afirmava treballar en un vaixell d'investigació del govern va fer un relat complet sobre l'albirament d'una d'aquestes criatures que va acompanyar el vaixell on era. Segons el relat del testimoni (corroborat més tard pels seus companys de recerca) la tripulació a coberta va ser atreta per l'alerta d'un dels vigies que havia vist allò que originalment va pensar que seria un «submarí estranger». Quan el vaixell de recerca es va acostar a l'objecte va quedar clar que no era un vehicle submergible, sinó una forma de vida desconeguda. La tripulació va observar amb admiració la criatura gegant, tractada al principi com una mena de balena afligida per una anomalia. L'animal va nedar a una distància de fins a 30 metres de la nau, fent voltes i tornant a la superfície almenys dues vegades fins que es va submergir i ja no la van tornar a veure.

## Suposats albiraments

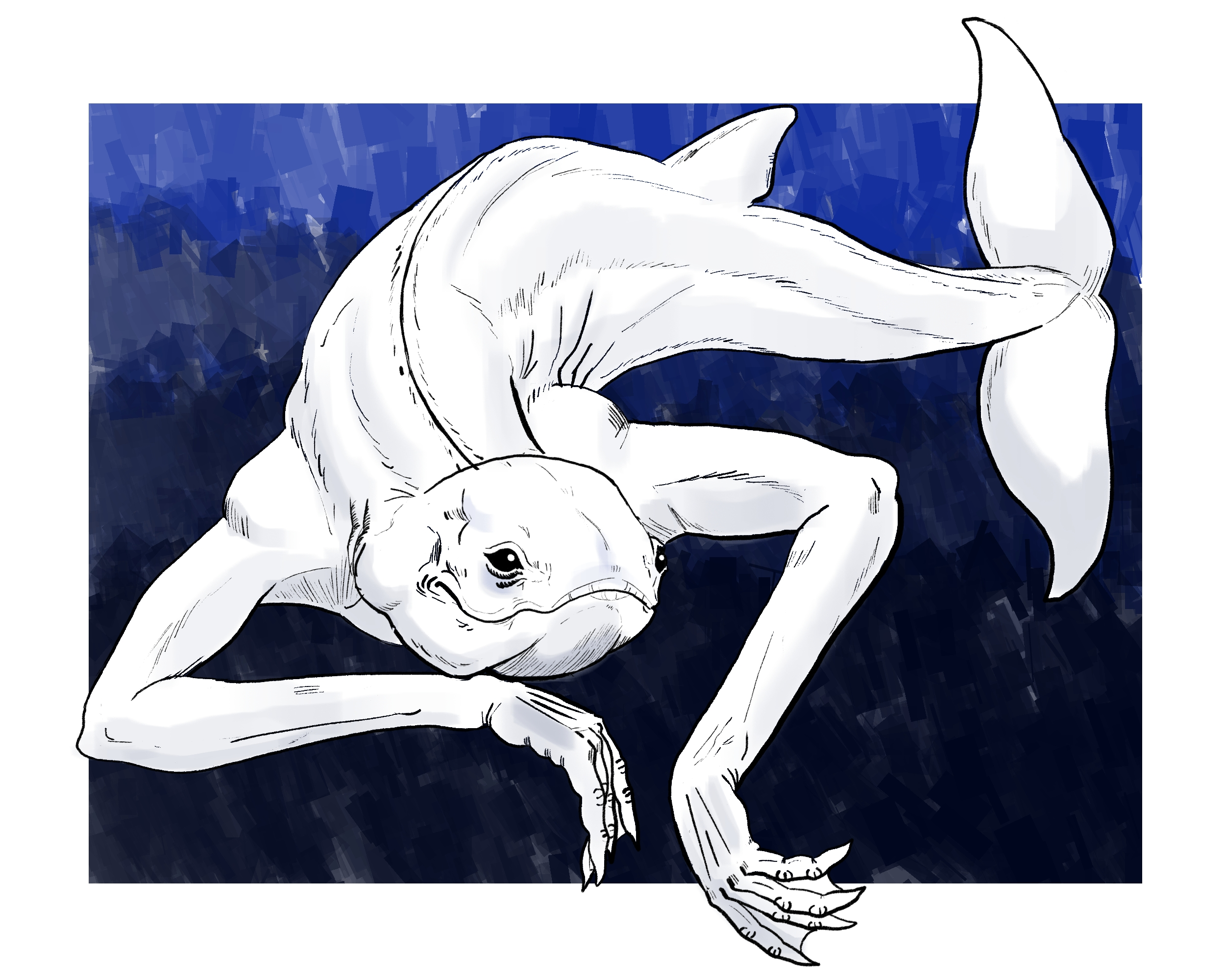
Interpretació artística sobre el Ningen

Hi ha rumors persistents que suggereixen que els membres d'aquest equip oceanogràfic van registrar l'aparició fent fotografies i elaborant pel·lícules extraordinàries de la «cosa» durant la breu trobada. Aquestes imatges haurien estat suprimides i confiscades per salvar la institució que promou la missió de la vergonya (i la ruïna financera) que s'associa amb aquest tipus de titulars als mitjans de comunicació. Sense cap dubte, l'explicació fa referència al suposat albirament d'una «medusa gegant» el 2002, que va resultar ser fals i va minvar la credibilitat de l'òrgan d'investigació oceanogràfica nacional al Japó, que va donar crèdit a les imatges falses.
Un dels rumors més extraordinaris implicava l'albirament d'un Ningen per la tripulació d'un vaixell pesquer en aigües del Japó el 2008. La tripulació del pesquer hauria vist no només un, sinó dues criatures estranyes que nedaven en aigües poc profundes. Els animals haurien donat la volta al pesquer diverses vegades, trencant la línia de superfície i aproximant-se a tan sols cinc metres. De vegades, els pescadors feien diverses fotos i arribaven a fer un vídeo curt de l'experiència. També van arribar a gravar el cant dels animals. L'evidència real hauria estat negociada amb un canal de televisió japonesa, que va comprar el material i el va voler presentar en un programa de televisió. A l'últim minut, el material hauria estat confiscat per les autoritats que van exigir el lliurament de totes les fotografies i pel·lícules sota pena de ser processats.
Els defensors de l'existència del Ningen afirmen que la major part de les fotografies de mala qualitat, els muntatges i els relats simplistes van arribar al públic per encobrir la veritat i que rebutgessin qualsevol idea que aquestes coses són reals. D'acord amb aquests «teòrics de la conspiració», la millor manera de desacreditar una història real és explicar-la d'una manera que qualsevol esment sembli increïble, ridícul i delirant.

## Conspiració
Un rumor popular que s'ha difós en referència als Ningen és que el govern japonès, de fet, ha pres seriosament els informes de la criatura, però ha amagat totes les proves reals. Per què el govern japonès faria això? Una teoria és que el Ningen, sigui el que sigui en realitat, és capaç de produir un compost químic rar que té propietats medicinals. Una altra és que és altament verinós, i el govern té la intenció de convertir la criatura en una arma.

## Possible explicació
A causa de la suposada ubicació del Ningen, no ha estat factible que els criptozoòlegs estudiïn la criatura i investiguin els albiraments. A causa d'això, tota la informació sobre els Ningen prové de relats de testimonis oculars i de proves fotogràfiques i de vídeo, sovint de baixa qualitat.
Amb base a l'evidència disponible, alguns han especulat que el Ningen podria no ser una criatura vivent en absolut, ja que moltes imatges fixes existents de la criatura tendeixen a assemblar-se més a blocs de gel. Per a aquells que pensen que és viu, s'ha suggerit que el Ningen és una rajada albina gegant, una balena albina o una beluga. Algunes explicacions han anat tan lluny com per suggerir que podria ser un peresós aquàtic, o fins i tot una sirena, un extraterrestre o alguna espècie humanoide aquàtica prèviament desconeguda.
El més probable és que Ningen sigui un cas de pareidòlia, la percepció de formes reconeixibles en un patró aleatori. Dels milers de grans icebergs que suren al voltant de l'Oceà Antàrtic, alguns probablement tinguin una forma vagament humana.

## Comportament
Segons la majoria dels relats, les criatures tenen hàbits nocturns i s'estimen més els corrents freds de l'oceà. Com les balenes, necessiten sortir a la superfície per respirar, i quan ho fan alliberen grans quantitats d'aigua i escuma. De vegades se'ls pot veure en parelles o fins i tot en grans grups, encara que amb més freqüència es troben sols. Femelles i mascles són gairebé idèntics i impossible de distingir el sexe, si és que hi ha aquesta separació.
Les vegades que va ser albirat, el Ningen simplement nedava al voltant dels vaixells mantenint una distància d'almenys 10 metres. Els vaixells que van intentar seguir l'animal, van trobar que podia moure's ràpidament i desaparèixer en qüestió de segons enfonsant-se a les profunditats. Alguns teòrics especulen que el Ningen habita aigües profundes i poques vegades ha de pujar a la superfície, també s'especula que viurien sota els casquets polars on troben nius i dipòsits d'aire. El desglaç accelerat d'aquestes capes de gel podria obligar el Ningen a traslladar-se lluny del seu hàbitat natural, cosa que ha permès albiraments cada cop més freqüents.